# Општине Естоније
Република Естонија административно је подељена на 15 округа који представљају првостепене органе локалне самоуправе, а сваки од округа подељен је на општине које представљају другостепене нивое локалне самоуправе. У Естонији општина (ест. omavalitsus, у множини ест. omavalitsused) представља најмању административну јединицу, а свака од општина у политичком смислу има своје извршне и законодавне органе власти. 
Естонске општине се у зависности од нивоа развоја инфраструктуре деле на урбане или градске општине (linnad, множина linn) и руралне или сеоске општине (vallad, множина vald).
У саставу сваке општине налази се једно или више насељених места. Неке градске општине могу бити даље подељене на мање рејоне (linnaosad, у множини linnaosa) са ограниченим степеном локалне самоуправе (типичан пример је град Талин који чини засебну градску општину подеену на 8 рејона). Талин је општина са највећим бројем становника, са око 430.000 становника, док је популационо најмања општина Рухну са свега 68 становника. Више од две трећине општина има мање од 3.000 становника. 
Према подацима из 2013. територија Естоније подељена је на укупно 226 општина, 33 градске и 193 сеоске општине.

## ОкругХарјума
Укупно 23 општине (6 градских и 17 руралних)
Градске општине
- Кејла
- Локса
- Марду
- Палдиски
- Талин

Сеоске општине
- Аегвиду
- Анија (у саставу општине и варошица Кехра)
- Харку
- Јијелахтме (општина)
- Кејла (општина)
- Кили (општина) (укључујући и варошицу Кили)
- Косе
- Кусалу
- Падисе
- Расику
- Рае
- Саку
- Сауе (општина) (укључујући и варошицу Сауе)
- Васалема
- Вимси

## ОкругХијума
Укупно 4 руралне општине 
Сеоске општине
- Емасте
- Хију (општина) (укључујући и варош Кардла)
- Кајна
- Пихалепа

## ОкругИда-Вирума
Укупно 20 општина, 5 урбаних и 15 руралних.
Градске општине
- Кивили
- Кохтла-Јарве
- Нарва
- Нарва-Јиесу
- Силамае

Руралне општине
- Алајие
- Асери
- Авинурме
- Исаку
- Илука
- Јихви (општина) (укључујући и варошицу Јихви)
- Кохтла
- Кохтла-Ниме
- Лохусу
- Лиганусе (укључујући и варошицу Писи)
- Маетагусе
- Сонда
- Тоила
- Тудулина
- вајвара

## ОкругЈарвама
Укупно 12 општина, 1 градска и 11 руралних
Градске општине
- Паиде

Сеоске општине
- Албу
- Амбла
- Имавере
- Јарва-Јани
- Кареда
- Коеру
- Којги
- Паиде (општина)
- Росна-Алику
- Тири (општина) (укључујући и варошицу Тири)
- Ватса

## ОкругЈигева
Укупно 13 општина, 3 градске и 10 сеоских.
Градске општине
- Јигева
- Мустве
- Пилцама

Сеоске општине
- Јигева (општина)
- Касепа
- Пајуси
- Пала
- Паламусе
- Пурмани
- Пилтсама (општина)
- Саре (општина)
- Табивере
- Торма

## ОкругЛанема
Укупно 10 општина, 1 урбана и 9 руралних.
Градска општина
- Хапсалу

Сеоске општине
- Ханила
- Кулама
- Лане-Нигула
- Лихула (укључује и варош Лихула)
- Мартна
- Ноаротси
- Нива
- Ридала
- Вормси

## ОкругЛане-Вирума
Укупно 15 општина, 2 градске и 13 руралних.
Градске општине
- Кунда
- Раквере

Сеоске општине
- Халјала
- Кадрина
- Laekvere Parish
- Раке
- Раквере (општина)
- Рагавере
- Симеру
- Тамсалу (општина) (укључујући и варошицу Тамсалу)
- Тапа (општина) (укључујући и варошицу Тапа)
- Вихула
- Вини (општина)
- Виру-Нигула
- Вајке-Марја

## ОкругПарнума
Укупно 19 општина, 2 гардске и 17 сеоских.
Фрадске општине
- Парну
- Синди (Естонија)

Сеоске општине
- Аре (општина)
- Аудру (укључујући и насеље Лавасаре)
- Халинга (укључујући и насеље Парну-Јагупи)
- Хадеместе
- Кихну
- Конга
- Пајкусе (општине) (укључујући и насеље Пајкусе)
- Сарде (укључујући и насеље Килинги-Ниме)
- Сауга
- Сурју
- Тахкурана
- Тотси
- Тори (општина)
- Тистама
- Варбла
- Вандра (општина)
- Вандра

## ОкругПилвама
Укупно 13 сеоских општина.
Сеоске општине
- Ахја (општина)
- Канепи
- Килесте
- Лахеда
- Микитамае
- Мосте (општина)
- Орава
- Пилва (општина) (укључујући и варошицу Пилва)
- Рапина (општина) (укључујући и варошицу Рапина)
- Валгјарве
- Вастсе-Кусте
- Вериора
- Варска

## ОкругРаплама
Укупно 10 сеоских општина.
Сеоске општине
- Јуру
- Јарваканди
- Кају
- Кехтна
- Кохила (општина) (укључује и насеље Кохила)
- Кару (општина)
- Марјама (општина) (укључујући и насеље Марјама)
- Рајкула
- Рапла (општина) (укључујући и варошицу Рапла)
- Вигала

## ОкругСарема
Укупно 14 општина, 1 градска и 13 сеоских. 
Градске општине
- Куресаре

Сеоске општине
- Ваљала
- Кихелкона
- Лане-Саре
- Лајмјала
- Лејси
- Муху
- Мустјала
- Орисаре
- Пихтла
- Појде
- Рухну
- Салме
- Торгу

## ОкругТартума
Укупно 22 општине, 3 градске и 19 сеоских.
Градске општине
- Елва
- Каласте
- Тарту

Сеоске општине
- Алатскиви
- Хаслава
- Камбја
- Конгута
- Лаева
- Лунја
- Мекси
- Макса
- Нио
- Пејпсиаре
- Пирисаре
- Пухја
- Рану
- Рингу
- Тарту (општина)
- Тахтвере
- Вара
- Вину
- Иленурме

## ОкругВалгама
Укупно 13 општина, 2 градске и 11 сеоских.
Градске општине
- Валга

Сеоске општине
- Карула
- Отепа (општина) (укључујући и градић Отепа)
- Палупера
- Пука
- Сангасте
- Тахева
- Тилисте
- Тирва (општина) (укључујући и варош Тирва)
- Иру

## ОкругВиљандима
Укупно 12 општина, 3 градске и 9 сеоских
Градске општине
- Мијсакила
- Виљанди
- Вихма

Сеоске општине
- Абја (укључујући и варош Абја-Паулоја)
- Халисте
- Каркси (укључујући и варошицу Каркси-Нуја)
- Колга-Јани
- Кио
- Кипу
- Суре-Јани (општина) (укључује и варош Суре-Јани)
- Тарвасту
- Виљанди (општина)

## ОкругВирума
Укупно 13 општина, 1 градска и 12 сеоских.
Градске општине
- Виру

Сеоске општине
- Антсла (општина) (укључујући и варош Антсла)
- Ханја
- Ласва
- Меремае
- Мисо
- Министе
- Риуге
- Симерпалу
- Урвасте
- Варсту
- Вастселина
- Виру (општина)